# قرار مجلس الأمن التابع للأمم المتحدة رقم 1017
قرار مجلس الأمن التابع للأمم المتحدة رقم 1017، المتخذ بالإجماع في 22 أيلول / سبتمبر 1995، بعد الإشارة إلى القرارات 621 (1988)، 658 (1990)، 690 (1991)، 725 (1991)، 809 (1993)، 907 (1994)، 973 (1995)، 995 (1995) و1002 (1995)، ناقش المجلس تنفيذ خطة التسوية في الصحراء الغربية ومدد ولاية بعثة الأمم المتحدة للاستفتاء في الصحراء الغربية حتى 31 يناير 1996.
وأشار مجلس الأمن إلى المعايير المتعلقة بأهلية التصويت والاقتراح التوفيقي الذي قدمه الأمين العام. وبحسب تقرير الأمين العام بطرس بطرس غالي، فإن مركزين فقط من بين ثمانية مراكز لتحديد الهوية يعملان حاليًا. للمضي قدمًا، كان على كلا الطرفين أن يكون لديهما رؤية لفترة ما بعد الاستفتاء على تقرير المصير. وأعرب المجلس عن أسفه لفحص المغرب 100,000 متقدم لا يعيشون في الصحراء الغربية يسهمون في التأخير في الجدول الزمني لبعثة الأمم المتحدة للاستفتاء في الصحراء الغربية. كما أعرب عن أسفه لرفض جبهة البوليساريو المشاركة في هذه العملية.
وأكد القرار من جديد التزام المجلس بإجراء استفتاء لتقرير مصير شعب الصحراء الغربية. منذ اعتماد القرار 1002، أحرزت الأطراف المعنية تقدمًا غير كافٍ نحو تنفيذ خطة التسوية فيما يتعلق بعملية تحديد الهوية، ومدونة السلوك، والإفراج عن السجناء السياسيين، وحبس قوات البوليساريو، والترتيبات الخاصة بتخفيض عدد القوات المغربية. وطُلب من الأطراف التعاون مع خطة الأمم المتحدة وطُلب من الأمين العام تقديم مقترحات لحل مثل هذه المشاكل.
وبينما مُددت ولاية بعثة الأمم المتحدة للاستفتاء في الصحراء الغربية حتى 31 كانون الثاني / يناير 1996، أشار المجلس إلى إمكانية سحب عملية حفظ السلام إذا لم تتحقق الشروط اللازمة لبدء الفترة الانتقالية (التاريخ المفترض 31 أيار / مايو 1996). وطُلب من الأمين العام تقديم تقرير بحلول 15 كانون الثاني / يناير 1996 عن التقدم المحرز في تنفيذ خطة التسوية. وطُلب منه أيضاً أن ينظر في سبل خفض التكاليف التشغيلية للبعثة، بما في ذلك إمكانية إنشاء صندوق استئماني تتبرع فيه الدول الأعضاء.

## روابط خارجية
- نص القرار في undocs.org